# Euchristophia sinobia
Euchristophia sinobia là một loài bướm đêm trong họ Geometridae.